# Parnamirim
Parnamirim város Brazíliában, Rio Grande do Norte államban. Lakosainak száma 252 716 fő (2022). Parnamirim Natal, Nísia Floresta, Rio Grande do Norte, São José de Mipibu és Macaíba községekkel határos.

## Népesség
A település népességének változása:
| Lakosok száma | 124 690 | 202 456 | 267 036 | 272 490 | 252 716 |
|               | 2000    | 2010    | 2020    | 2021    | 2022    |